# 357
Cette page concerne l'année 357  du calendrier julien. Pour l'année 357 av. J.-C., voir 357 av. J.-C. Pour le nombre 357, voir 357 (nombre).
L'année 357 est une année commune qui commence un mercredi.

## Événements
- 25 janvier : Constance II publie un édit adressé au peuple contre les haruspices, les astrologues ou les devins, qui sont menacés de décapitation[1].
- 24 février : Georges, nommé évêque d'Alexandrie après la déposition d'Athanase, rentre dans la ville avec le soutien de l'armée romaine[2].
- 3 mars : translation des reliques de l'apôtre André et de l'évangéliste Luc à l'église des Saints-Apôtres de Constantinople[3].
- 4 avril : Constance II accorde à Julien le commandement suprême des opérations militaires en Gaule[4]. Julien se rend de Sens à Reims, puis marche sur Strasbourg[5].
- 28 avril[5] : Constance II entre à Rome pour la première fois pour fêter sa victoire sur Magnence, et pour s'adresser au Sénat et au peuple de Rome. Il fait enlever de la Curie l'Autel de la Victoire, qui sera rétabli par Julien[6].
- 29 mai : Constance II quitte Rome pour Sirmium[5].
- 7 juin : Constance II est à Helvillum, sur la Via Flaminia[5].

- Été : Julien, renforcé par le magister peditum Barbatio et 25 000 hommes venus d'Italie, nettoie la basse vallée du Rhin des envahisseurs et envoie des renforts pour soulager Lugdunum qui est menacée. Barbatio refuse de lui prêter les navires nécessaires pour chasser les Germains qui se sont réfugiés dans les îles du Rhin. Les hommes de Julien passent le fleuve à gué, s'emparent des bateaux des Barbares, qui abandonnent le secteur[7].

- 5 juillet : Constance II est à Ariminum[5].
- 21 juillet : Constance II est à Ravenne ; il traverse les Alpes par Tridentum, puis visite la Pannonie et la Mésie[5].
- Août : troisième concile de Sirmium et deuxième formule de Sirmium rédigée par Potamius[8]. Elle consacre l'anoméisme.
- 25 août[9] : Julien, à la tête de seulement 13 000 hommes, défait 35 000 Alamans à la bataille d'Argentoratum (Strasbourg) et les rejette de l'autre côté du Rhin. Les Alamans laissent de nombreux prisonniers, dont leur roi Chnodomar, que Julien envoie captif à Rome[10]. Julien reprend l’offensive et par trois fois, franchit le Rhin et porte la guerre sur le territoire des Alamans (357, 358, 359) qui doivent déposer les armes. Il installe son quartier général à Lutèce.
- Octobre : Constance II est à Sirmium où il hiverne jusqu'au 3 mars 358[5].
- 17 octobre : loi interdisant de pousser des soldats et des palatins (officiers du palais) à combattre à Rome comme gladiateurs, sous peine d'une amende de six livres d'or[11].
- 23 novembre : loi punissant l'adhésion d'un chrétien au Judaïsme de la confiscation de ses biens dans l'Empire romain[12].
- Décembre : Julien assiège des Francs dans une ville fortifiée de la Meuse pendant 54 jours (fin en janvier 358)[5].

- Début du règne en Chine de Fú Jiān, roi barbare du Nord de la dynastie des Qin antérieur (fin en 385)[13].
- Le roi de Perse Shapur II fait campagne contre les Chionites (Kidarites) et les Alains (356-358) et réussit à obtenir leur alliance contre Rome[14].